# 고리키 다다후사
고리키 다다후사(일본어: 高力忠房, 1584년 ~ 1656년 1월 7일)는 에도 시대 전기의 다이묘이다. 무사시 이와쓰키 번주, 도토미 하마마쓰번주, 히젠 시마바라번 초대 번주를 지냈다. 시마바라 번 고리키가(島原藩高力家) 제2대 당주.
| 전임 (고리키 기요나가) | 이와쓰키 번 번주 (고리키가) 1600년 ~ 1619년 | 후임 아오야마 다다토시 |

| 전임 미즈노 시게나카 | 하마마쓰번 번주 (고리키가) 1619년 ~ 1638년 | 후임 마쓰다이라 노리나가 |

| 전임 마쓰쿠라 가쓰이에 | 제1대 시마바라번 번주 (고리키가) 1638년 ~ 1655년 | 후임 고리키 다카나가 |